# Berwick Hill
Berwick Hill är en ort i civil parish Ponteland, i grevskapet Northumberland i England. Orten är belägen 10 km från Morpeth. Berwick Hill var en civil parish 1866–1955 när det uppgick i Ponteland. Civil parish hade 41 invånare år 1951.